# Denkmal für die Pragaer Hinterhofkapellen

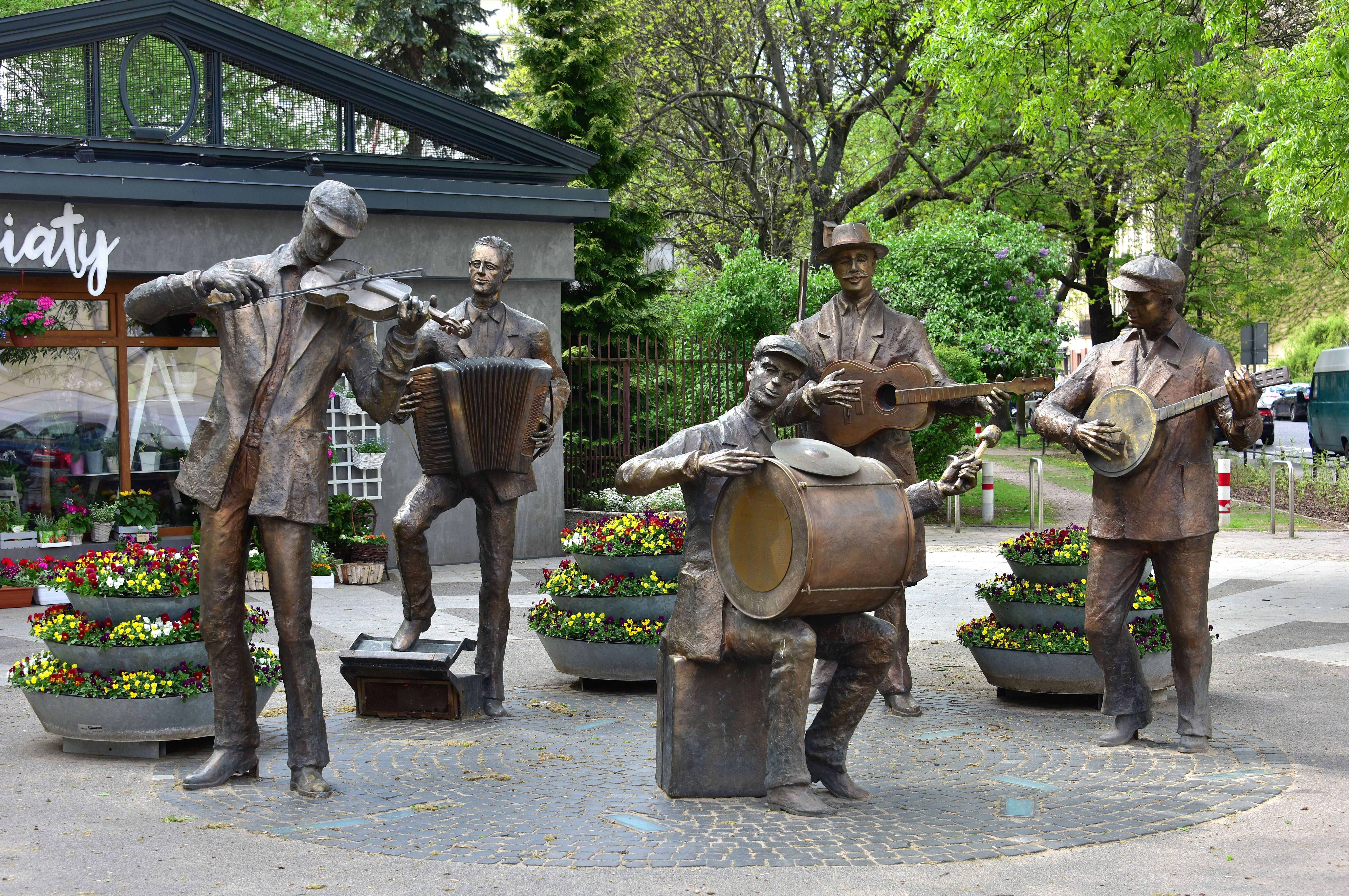
Denkmal für die Pragaer Hinterhofkapellen. Warschau (2018)

Das Denkmal für die Pragaer Hinterhofkapellen an der Kreuzung der Floriańska- und Kłopotowskistraße im Warschauer Stadtteil Praga-Północ wurde am 17. September 2006 enthüllt.
Die Aufstellung des Denkmals geht zurück auf eine Initiative des Warschauer Erzbischofs Sławoj Leszek Głódź (* 1945). Als ihm die Ehrenbürgerschaft verliehen wurde, stiftete er zum einen 2005 der Stadt ein Denkmal für den Nationalhelden Pater Ignacy Skorupka vor dem Warschauer Dom. Zum anderen beschloss er, auch die einfachen Warschauer Bürger zu ehren und veranlasste die Errichtung eines messingnen Denkmals für die typischen Warschauer Hinterhofkapellen. Das Denkmal wurde von der Praski Monument Foundation errichtet.
Das von dem Bildhauer Andrzej Renes geschaffene Denkmal besteht aus fünf Figuren: einem Geiger, einem Akkordeonisten, einem Gitarristen, einem Banjospieler und einem Schlagzeuger. Enthüllt wurde es am 17. September 2006 im Beisein des Stifters und dem Auftritt authentischer Hinterhofkapellen.